# Ameth Fall
 (juin 2012).
Si vous disposez d'ouvrages ou d'articles de référence ou si vous connaissez des sites web de qualité traitant du thème abordé ici, merci de compléter l'article en donnant les références utiles à sa vérifiabilité et en les liant à la section « Notes et références ».
Pour les articles homonymes, voir Fall.
Le général Ameth (ou Ahmet) Fall, originaire de Kolda au Sénégal, est un officier général sénégalais. Général de corps d'armée, il a exercé les fonctions de Chef d'état-major particulier du président de la République, cumulativement avec les fonctions de Gouverneur militaire du Palais présidentiel, inspecteur général des forces armées (Sénégal). Il a également été le Grand Chancelier de l’Ordre national du Lion du Sénégal.

## Biographie
Il incorpore l’armée française comme officier avant de rejoindre les Forces armées sénégalaises dès l’indépendance du pays en 1960, et a fréquenté l’École nationale des sous-officiers d'active de 1956 à 1959 (armée française).
Directeur des cours d’élèves gradés (sergents et caporaux) à Nantes de 1958 à 1959, il est transféré dans l’armée sénégalaise pour faire partie du Bataillon malien mis à disposition des Nations unies (ONU) pour le maintien de la paix et de l’ordre au Katanga (1960-1961). Envoyé à l’École des Officiers de Gendarmerie en France, premier officier sénégalais Commandant de Gendarmerie territoriale (LGT), il est nommé Directeur de la Gendarmerie Nationale et de la Justice Militaire (premier Sénégalais à occuper ce poste) [Quand ?].
Premier Commandant de Zone Sud opérationnelle, il a dirigé le Commandement opérationnel du Sud Casamance (C.O.S.C) lors de la guerre de la Libération de la Guinée-Bissau et des îles du Cap-Vert de novembre 1968 à juillet 1972. Nommé Chef d'état-major particulier du président de la République, cumulativement avec les fonctions de Gouverneur militaire du Palais présidentiel, inspecteur général des forces armées (Sénégal). Il remplit ces hautes fonctions de 1972 à 1984, date à laquelle il est remplacé à ce cumul de fonctions par deux généraux et un colonel.
Par décret, il devient le Grand Chancelier de l’Ordre national du Lion du Sénégal.

## Grades successifs
armée française
- Sous-lieutenant (1958)

armée sénégalaise
- Capitaine (janvier 1963)
- Commandant (octobre 1968)
- Lieutenant-Colonel (octobre 1972)
- Colonel (juillet 1975)
- Général de brigade (juillet 1977)
- Général de division (juillet 1982)
- Général de corps d'armée

## Décorations
- Grand'croix de l'Ordre du mérite et grand'croix de l'Ordre national du Lion[1]
- Commandeur de l'Ordre national de la Légion d'honneur (France)
- Commandeur de l'Ordre national du Mérite (France)
- Médaille du Maintien de la Paix au Katanga (ONU)

Il a aussi reçu d'autres décorations de pays tels que l'Arabie saoudite, le Brésil, la Corée du Nord, la Corée du Sud, l'Égypte, le Mexique, les Pays-Bas, etc.

### Sources
- (en) Africa Confidential, vol. 14, Africa Confidential, 1973, v
- (en) Sub-Saharan African Report, Issues 110-114, États-Unis, Foreign Broadcast Information Service, p. 34-42